# William Fichtner
William Edward (Bill) Fichtner (East Meadow (New York), 27 november 1956) is een Amerikaanse acteur die is gespecialiseerd in bijrollen. Zijn eerste rol was in As the World Turns. Na rollen in Strange Days en Virtuosity werd hij bekender. Hij kreeg een rol in Michael Mann's misdaadepos Heat waar hij schitterde naast Al Pacino en Robert De Niro. Ook speelde hij in de Oscar-winnende film Crash en in Black Hawk Down, Mr. & Mrs. Smith, Armageddon en Equilibrium.
Bij de gamers is hij vooral bekend als de coke-snuivende advocaat Ken Rosenberg, dat hij met veel enthousiasme te horen is in de games Grand Theft Auto: Vice City en Grand Theft Auto: San Andreas.
William Fichtner is op de Nederlandse televisie te zien in de series Invasion, in Crossing Lines, en hij speelt de rol van FBI-agent Alexander Mahone in het tweede, derde én vierde seizoen van Prison Break. Sinds 2016 speelt hij de rol van Adam in de serie Mom.

## Filmografie
- St. Sebastian (2020) - Jurgens
- Finding Steve McQueen (2019) - Enzo Rotella
- All the Devil's Men (2018) - Brennan
- Armed (2018) - Richard
- Cold Brook (2018) - Ted Markham
- O.G. (2018) - Danvers
- Traffik (2018) - Carl Waynewright
- 12 Strong (2018) - Kolonel Mulholland
- Independence Day: Resurgence (2016) - Generaal Joshua T. Adams
- Mom (tv-serie) (2016) - Adam
- American Wrestler: The Wizard (2016) - Coach Plyler
- Empire (tv-serie) (2015-2016) - Jameson Henthrop
- Teenage Mutant Ninja Turtles (2014) - Eric Sacks
- The Homesman (2014) - Vester Belknap
- Crossing Lines (tv-serie) (2013-2014) - Carl Hickman
- Elysium (2013) - John Carlyle
- Disney Infinity (2013) - Butch Cavendish
- The Lone Ranger (2013) - Butch Cavendish
- Phantom (2013) - Alex
- Seal Team Six: The Raid on Osama Bin Laden (tv-film) (2012) - Mr. Guidry
- Wrong (2012) - Master Chang
- Drive Angry (2011) - De Accountant
- The Big Bang (2010) - Poley
- Date Night (2010) - Frank Crenshaw
- Entourage (tv-serie) (2009-2011) - Phil Yagoda
- Night and Day (tv-film) (2010) - Dan Hollister
- The Dark Knight (2008) - Bankmanager
- Blades of Glory (2007) - Darren MacElroy
- Prison Break (tv-serie) (2006-2009) - Alexander Mahone
- First Snow (2006) - Ed Jacomoi
- Ultraviolet (2006) - Garth
- Invasion (tv-serie) (2005-2006) - Sheriff Tom Underlay
- American Dad! (tv-serie) (2005) - Harland (stem)
- Mr. & Mrs. Smith (2005) - Dr. Wexler
- Empire Falls (tv-serie) (2005) - Jimmy Minty
- The Longest Yard (2005) - Kapitein Knauer
- The Moguls (2005) - Otis
- The Chumscrubber (2005) - Mr. Bill Stiffle
- Nine Lives (2005) - Andrew
- Crash (2004) - Flanagan
- The West Wing (tv-serie) (2004) - Rechter Christopher Mulready
- Equilibrium (2002) - Jurgen
- MDs (tv-serie) (2002) - Dr. Bruce Kellerman
- Julie Walking Home (2002) - Henry
- Black Hawk Down (2001) - Sanderson
- What's the Worst That Could Happen? (2001) - Rechercheur Alex Tardio
- Pearl Harbor (2001) - Danny's vader
- The Perfect Storm (2000) - David "Sully" Sullivan
- Passion of Mind (2000) - Aaron
- Drowning Mona (2000) - Phil Dearly
- Endsville (2000) - Prins Victor
- Go (1999) - Burke
- The Settlement (1999) - Jerry
- Armageddon (1998) - Kolonel Willie Sharp
- Switchback (1997) - Chief Jack McGinnis
- Contact (1997) - Kent
- Albino Alligator (1996) - Law
- Heat (1995) - Roger van Zant
- Strange Days (1995) - Dwayne Engelman
- Reckless (1995) - Rachel's vader
- Virtuosity (1995) - Wallace
- Underneath (1995) - Tommy Dundee
- A Father for Charlie (tv-film) (1995) - Sheriff
- Grace Under Fire (tv-serie) (1994-1995) - Ryan Sparks
- Quiz Show (1994) - Toneelmeester
- Ramona! (1993) - Barkeeper
- Baywatch (tv-serie) (1989) - Howard Ganza
- As the World Turns (tv) (1987-1993) - Josh Landry / Rod Landry